# Kata
Kata (układ formalny) (jap. 型, 形 kata; standardowa forma ruchu, postawy itp. w sztukach walki i sporcie) – japońskie słowo oznaczające wysoce sformalizowany rodzaj ćwiczeń stosowanych w wielu tradycyjnych sztukach i sportach walki, szczególnie z grupy budō, jak również taekwondo (gdzie noszą one nazwę tul w wersji ITF, poomse w WTF a hyeong w niektórych innych organizacjach), taijiquan i innych. Są to sekwencje technik ataku i obrony, połączone z określonym poruszaniem, przyjęciem ściśle określonej pozycji i sposobu oddychania. Kata są bardzo ważną częścią programów nauczania dla wielu sztuk i sportów walki, a dla niektórych, zwłaszcza tych, gdzie kontakt broni z ciałem przeciwnika stanowiłby realne zagrożenie, stanowią ćwiczenia podstawowe. 

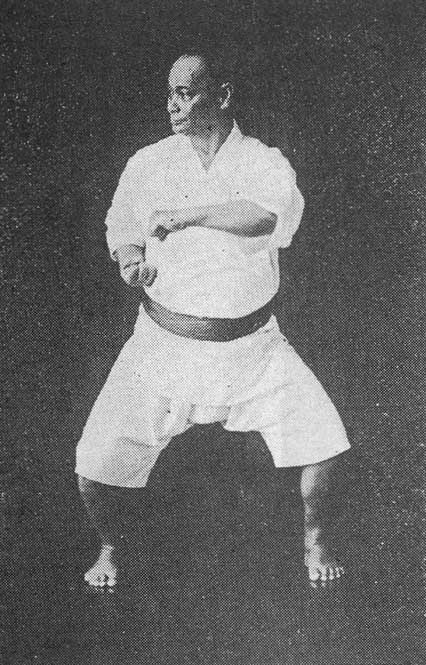
Mistrz Chōki Motobu wykonujący kata

W pierwotnej wersji kata dotyczyły walki z przeciwnikiem w krótkim dystansie lub zwarciu, a prezentowane tam ruchy to: dźwignie, rzuty, obalenia, podcięcia, duszenia, bloki i uderzenia w punkty witalne. Techniki te były przeznaczone do samoobrony i zapewnienia jak najszybszego unieszkodliwienia przeciwnika bez względu na jego zdrowie oraz życie. Wraz z rozwojem współzawodnictwa sportowego w karate w latach dwudziestych i trzydziestych XX wieku, skupiono się na technikach możliwych do zastosowania podczas zawodów opartych głównie o kopnięcia i uderzenia, a wiedza o znaczeniu pierwotnych ruchów w katach nie była najczęściej przekazywana. Taka sytuacja spowodowała, że kata okryły się nimbem tajemniczości, a zawarte w nich ruchy próbowano używać do walki w dystansie i półdystansie, czyli niezgodnie z pierwotnym przeznaczeniem.
Wiedza o praktycznym zastosowaniu technik kata nazywa się bunkai.
W zależności od ustaleń przyjętych dla danej sztuki, czy sportu walki, kata wykonuje się samemu lub w parach (np. w judo, gdzie niezbędny jest partner ze względu na występujące w kata rzuty). Kata mogą być wykonywane przy użyciu którejś z tradycyjnych białych broni, np. miecz bokken (iaidō, kendo), włócznia (naginata), kij (jō, bō), a także bez użycia broni, np. aikido, judo, karate.
W kata wykonywanych pojedynczo zaleca się wizualizację ataku przeciwnika (przeciwników) oraz własnej, zalecanej właśnie do tego rodzaju ataku, obrony. W kata wykonywanych w parach jeden z ćwiczących pełni rolę nauczyciela, a drugi ucznia. Nauczyciel inicjuje akcję wykonując określony atak, natomiast zadaniem ucznia jest wykonanie obrony przewidzianej wobec tego rodzaju ataku.
Dla użytku współczesnych adeptów różnych sztuk i sportów walki opracowano nieco uproszczone, podstawowe kata nazywane seitei, pinan (heian). Zawierają one najbardziej podstawowe dla danej sztuki walki pozycje i techniki (waza) i mają pomagać w zrozumieniu kluczowych dla niej zagadnień (np. zachowanie równowagi, odpowiedniego dystansu, postawy ciała oraz właściwego timingu). Po opanowaniu kata podstawowych zaleca się adeptom studiowanie kata bardziej zaawansowanych, nauczanych według dawnych sztuk walki, tzw. koryū-bujutsu.
W wielu sztukach i sportach walki wymagana jest odpowiednia znajomość kata przy zdawaniu egzaminów na stopnie uczniowskie oraz mistrzowskie dan. Kata są również często prezentowane podczas publicznych pokazów. W niektórych dyscyplinach poprawność wykonania kata oceniana jest również w kategoriach konkurencji sportowej.